# Ingrid Anker
Ingrid Anker (* 1946 in Oberaudorf) ist eine deutsche Sozialwissenschaftlerin und Kommunalpolitikerin.

## Werdegang
Anker studierte Soziologie, Psychologie und Kommunikationswissenschaften. Nach ihrer Promotion arbeitete sie als wissenschaftliche Mitarbeiterin an der Bundeswehr-Hochschule in Neubiberg. Nach einer Tätigkeit am Sozialwissenschaftliches Institut der Bundeswehr in Strausberg ist sie seit 2000 als Wissenschaftliche Direktorin wieder an der Universität der Bundeswehr.
Ihre politische Laufbahn begann 1972 mit dem Eintritt in die SPD. 1994 wurde sie als erste Frau an die Spitze des SPD-Unterbezirks München gewählt. vom 25. Juli 1995 bis 30. April 2014 gehörte sie dem Münchner Stadtrat an und war dort Mitglied des Fraktionsvorstands sowie Kulturpolitische Sprecherin. Daneben hatte sie einen Sitz im Aufsichtsrat des Städtischen Klinikums.

## Ehrungen
- 2007: Medaille „München leuchtet – Den Freunden Münchens“
für ihre zwölfjährige Zugehörigkeit zum Stadtrat

## Werke (Auswahl)
- Erziehung zur Wehrpflicht? – Frankfurt am Main, Bern, Cirencester: Lang, 1980
- Sicherheitspolitik und Schule – München : SOWI, 1984
- Soldatinnen in der Bundeswehr – München : SOWI, 1993
- Trendwende für die Bundeswehr? – Bielefeld : Kleine, 1999